# Оноре, Гектор
Гектор Виктор Оноре-младший (англ. Hector Victor Honoré Jr.; 9 сентября 1905, Питсберг, Канзас — 3 марта 1983, Пейна, Иллинойс) — американский гонщик и механик.

## Биография
Родился в семье бельгийского отца и французской матери из Питсберга, штат Канзас. После смерти его отца мать Гектора снова вышла замуж, и семья переехала в графство Крисчен, штат Иллинойс. В конце концов они поселились в городе Пейна, штат Иллинойс, где он несколько десятилетий управлял механической мастерской. Был женат, имел трех дочерей. Он был зятем известного баптистского евангелиста Роберта Самнера.

## Гоночная карьера
Немного проехав на собственном автомобиле, Оноре достиг наибольшего успеха в качестве владельца автомобиля и механика с несколькими водителями за рулем. Его легендарная спринтерская машина, известная как «Black Deuce», является самой выигрышной спринтерской машиной в истории.